# Mike Oldfield
Michael Gordon Oldfield (Reading, Reino Unido, 15 de mayo de 1953) es un músico, compositor, multiinstrumentista y productor británico. Ganador de un Grammy en 1975 a la Mejor Composición Instrumental por el álbum Tubular Bells publicado por Virgin Records en 1973.

## Biografía

### Infancia y primeros pasos musicales
Su padre, Raymond Oldfield, adquirió una guitarra cuando servía en la Real Fuerza Aérea británica en Egipto durante la Segunda Guerra Mundial. Mike recuerda cómo su padre «solía tocar la guitarra cada Nochebuena, cantando la única canción que sabía tocar, Danny Boy». Mike también atribuyó su temprano interés por la música al hecho de haber visto de niño al virtuoso guitarrista Bert Weedon: «Le vi en la tele cuando tenía siete años y enseguida convencí a mi padre para que me comprara mi primera guitarra. De hecho, creo que de no haber sido por Bert nunca hubiera llegado a ser lo principal en mi vida».
Los Oldfield se convirtieron en una familia enlazada a la música: el hermano mayor de Mike, Terry Oldfield, es un compositor de prestigio en el campo de la música para documentales televisivos, y tiene varios álbumes en el mercado; su hermana, Sally Oldfield, consiguió un gran éxito a principios de los 80 con el tema vocal «Mirrors».
A la edad de 10 años, Mike ya componía piezas instrumentales para guitarra acústica. La guitarra era para él más que un instrumento, era una vía de escape de una situación familiar que fue empeorando y apartándolo del mundo exterior durante mucho tiempo. A lo largo de esa década, la escena musical acústica había gozado de muy buena salud, debido al resurgimiento de la cultura folclórica británica que tuvo lugar en las décadas anteriores. Fue en uno de los muchos clubes dedicados a este movimiento donde el joven Mike empezó a darse cuenta de que su virtuosismo musical era del agrado del público.
Oldfield recuerda: «Tenía dos instrumentales de 15 minutos cada uno que tocaba en los clubes de folk, locales en los que iba repasando todos los estilos. Incluso desafinaba las cuerdas totalmente y las doblaba sobre el mástil y hacía todo tipo de cosas. En cuanto me daban vacaciones en la escuela, pasaba la semana entera practicando y tocando la guitarra». Probó también con la música eléctrica, tocando piezas instrumentales de The Shadows en un grupo amateur.
Cuando Mike cumplió 13 años, la familia Oldfield se trasladó a Romford, Essex. En 1967 dejó la escuela y junto con su hermana Sally formó The Sallyangie, un dúo folk-hippie de voz y guitarra. Firmaron por la compañía Transatlantic, que les editó el álbum Children of the Sun en 1968 y el sencillo «Two Ships» en 1969. Por esta época, el toque de guitarra de Mike fue fuertemente influido por el «folk barroco» popularizado por John Renbourn, líder de Pentangle y Bert Jansch. Después de un año, llegó el fin de Sallyangie.

#### The Whole World
Mike se aproximó en más profundidad a la música rock, formando otro grupo de corta vida llamado Barefoot, con su hermano Terry. Eso le condujo a trabajar como bajista en Kevin Ayers & The Whole World. Kevin Ayers había sido miembro fundador de Soft Machine, pero abandonó el grupo en 1968. Al año siguiente publicaron el álbum Joy of a Toy, que les llevó a hacer una gira en 1970.
Entre los miembros de The Whole World se encontraba David Bedford ocupándose de los teclados. Bedford, un compositor de formación clásica, entabló una buena amistad con Mike, ayudándole en la composición de una temprana versión del que sería su primer álbum en solitario. Estando de gira con The Whole World, Mike entró en contacto con Centipede, una enorme orquesta de jazz dirigida por Keith Tippett. La amplia gama de instrumentos de que disponían influyó a Mike en el carácter multinstrumentista que más tarde daría a sus propias composiciones.
Kevin Ayers & The Whole World grabaron dos álbumes, Shooting At The Moon y Whatevershebringswesing, antes de disolverse en agosto de 1971. Para entonces, Mike había pasado de ser bajista a ser el guitarrista principal de la banda, y sus magistrales solos ya le habían dado una notable reputación.
Entre 1971 y 1973, Mike comenzó a ordenar las ideas musicales que bullían en su cabeza. Usando una grabadora de cuatro pistas que le prestó Ayers, dos pistas en un sentido y las otras dos en el otro, descubrió que si cubría el cabezal de borrado con un trocito de cartón podía grabar en cuatro pistas. De esta forma podría empezar a grabar las ideas necesarias para realizar su gran proyecto: crear una sinfonía, similar a las composiciones de gran escala para orquesta con diferentes movimientos que se podían encontrar en muchas obras de música clásica, pero utilizando para ello instrumentos de toda índole, sobre todo pertenecientes al mundo del pop-rock. Se ha mencionado que la Quinta Sinfonía de Jean Sibelius le influyó profundamente por aquel entonces.
Con la grabadora prestada por Ayers se metió en el dormitorio de la casa que compartía con los otros miembros del grupo, y las ideas para su nuevo trabajo empezaron lentamente a tomar forma. Ya metido en faena, Mike se decidió a tocar todos los instrumentos él mismo, y pensó que no le sería difícil con su don natural para la música el poder dominar casi cualquier instrumento; desde el xilófono al piano de cola, la guitarra clásica, el órgano Farfisa, etcétera. Mientras aún trabajaba con Kevin Ayers, ayudaba también en las grabaciones que se hacían en los famosos estudios Abbey Road de Londres, donde tuvo la oportunidad de compartir algunas conversaciones con The Beatles. Pronto descubrió que el estudio tenía un almacén repleto de todo tipo de instrumentos, algunos de los cuales pertenecían al cuarteto de Liverpool, así que se las arreglaba para llegar más temprano y, mientras los demás usuarios del estudio llegaban, él experimentaba con esos instrumentos e incorporaba nuevos sonidos y texturas a su proyecto. Ensimismado en un trabajo que sabía iba a ser revolucionario, se propuso plasmar en él todas las profundas emociones que estaba experimentando como explorador de un campo musical virgen.[cita requerida] La obra que estaba componiendo sería, además, un trabajo que se convirtió en el vehículo para descargar sus emociones más profundas, y con las que más le estaba costando vivir.
Después de crear una primera maqueta, empezó a recorrer todas las discográficas tratando de convencer a alguien para que apoyase su proyecto. Pero todas las respuestas que obtuvo de las discográficas fueron negativas. Todas insistían en la falta de comercialidad de la obra de Oldfield y que, si en algún caso llegaba a editarse, nadie lo distribuiría. Tras haber compuesto la hipnótica introducción —la melodía más emblemática del disco que aparecería en El exorcista— siguió acordándose de aquello: ¡si tan solo pudiese grabarlo, editarlo y promocionarlo! [cita requerida]

#### La gestación deTubular Bells
Un rayo de luz iluminó el futuro de Oldfield. Cuando Mike dejó la banda de Kevin Ayers definitivamente, para ganarse la vida trabajó ocasionalmente como guitarrista de sesión. Uno de esos trabajos lo llevó en la banda de acompañamiento de la producción londinense de Hair, el «musical de amor-rock tribal» por 5 £ la noche. También tocó por un tiempo el bajo en una banda comandada por el cantante de soul Arthur Lewis. El grupo iba a grabar a un estudio recientemente inaugurado en una mansión de Shipton-on-Cherwell, a 32 kilómetros de Oxford. Los estudios de grabación The Manor fueron construidos por aquel entonces para Richard Branson por Tom Newman, asistido entre otros por Simon Heyworth. El equipo reunido en The Manor era de buenos amigos, y también estaban allí las novias de algunos de ellos, así como un cocinero, limpiadoras y jardineros. Como Mike comentó más tarde, «todos los problemas que surgían los tratábamos como si fuésemos una gran familia».
El magnífico ambiente que reinaba en el estudio y la actitud de Newman y Heyworth dieron a Mike la oportunidad de grabar una nueva maqueta basada en los mismos desarrollos instrumentales que ya manejaba desde hacía tiempo. A Heyworth y Newman les encantó y asombró el abanico de ideas de Oldfield, y emprendieron una campaña de persuasión a Branson para que editara aquello y les dejara el estudio durante algún tiempo para grabarlo. De entrada parecía que aquel no era el momento apropiado; el proyecto debía esperar un poco a la llegada de Simon Draper, empresario que se unió a Branson, poseedor de una cadena de tiendas de discos y ambos crearon una discográfica propia: Virgin Records. Draper tenía un amplio conocimiento musical, así que cuando escuchó las ideas de Mike, este las apoyó inmediatamente.
Mike continuó desarrollando y refinando sus ideas, a las que ahora podía dar un nombre: Tubular Bells aunque en principio se barajasen nombres como Breakfast in Bed (Desayuno en la cama), título sugerido por el propio Branson, y Opus One (Opus 1). Para cuando casi se le agotó la paciencia del joven Oldfield, Draper le ofreció una semana de tiempo de estudio en The Manor. Trasladaron una amplia selección de instrumentos al estudio y el músico hizo su labor a contrarreloj durante esa semana, tiempo en el que se grabó algo más de la primera parte del álbum. El resto emergió durante sesiones repartidas a lo largo de los siguientes meses. Desde el principio Mike ponía las facilidades que le daba la tecnología de la época al límite para hacer sus grabaciones; muy pronto empezó a usar 16 pistas. Como se iban añadiendo a la grabación más y más instrumentos, las sesiones también fueron una prueba para la inventiva de Newman y Heyworth, que mezclaron todo aquello lo mejor que les fue posible. El equipo de que disponía el estudio no estaba automatizado, y todo el trabajo fue hecho manualmente por Mike, ya que Simon Heyworth y Tom Newman ya usaban todos los dedos de que disponían en la mesa de mezclas; esto hacía más cercana la relación entre productores y artista con lo que pudo aprender muchas cosas de los dos productores.
Durante las sesiones, Mike tocó más de 20 instrumentos y se grabaron aproximadamente 2000 cintas de prueba. La música fue interpretada casi al completo por él mismo, con la excepción de Vivian Stanshall que grabó las voces pertenecientes al «maestro de ceremonias», Jon Field que tocó la flauta, Steve Broughton y Mundy Ellis en las percusiones y en las voces, respectivamente; Newman y Heyworth recibieron el crédito como coproductores del álbum. Cuando terminaron las sesiones, Branson se llevó las cintas de Tubular Bells a la feria de la industria musical MIDEM de Cannes, en enero de 1973. Un ejecutivo de la compañía americana Mercury Records le dijo: «si le pones letra te lo compró por 20.000 dólares». Como nadie se mostraba interesado en respetar el concepto original, Branson y Draper decidieron editar el álbum ellos mismos en su nueva discográfica, Virgin Records.
Tubular Bells se lanzó el 25 de mayo de 1973. Surgió de un proceso de grabación y mezcla al que habría podido llamarse «arte en estado puro».[cita requerida] La recepción de la crítica y del público fue unánime, calificándolo de «obra maestra». Durante el concierto de presentación, al que Mike estuvo a punto de renunciar, hubo una gran ovación en el Queen Elizabeth Hall para sorpresa del artista, que esperaba una gran abucheo por las imperfecciones del concierto. 
La prensa británica se quedó perpleja. El influyente disc-jockey de la BBC John Peel, escribió que aquel era «un disco que cubría genuinamente un nuevo e inexplorado territorio»,[cita requerida] con música que combinaba «lógica con sorpresa, sol con lluvia». El prestigioso semanario musical Melody Maker escribió sobre Tubular Bells que era «una extensa obra, casi clásica en su estructura y en la forma en cómo el tema está establecido y diestramente trabajado». Algunos entrevistadores incluso creían poder enumerar las influencias de Mike: «La textura de Tubular Bells recuerda bastante a Sibelius, Vaughan Williams, Michel Legrand y The Last Night of the Proms», escribió el productor televisivo Tony Palmer.
Tubular Bells siempre se recordará como un momento en la historia de la música rock que cautivó el corazón y la imaginación de mucha gente. Fue también un punto de partida desde el cual poder apreciar los muchos cambios y descubrimientos hechos por este creador que, a partir de los 19 años, fue creciendo en madurez. El álbum entró en las listas del Reino Unido en julio y pronto llegó al primer puesto. Posteriormente, se vendió de manera masiva por toda Europa y se editó en los Estados Unidos, aunque en aquel país todo sucedió de una forma más lenta. El empujón necesario para que las ventas del disco subieran como la espuma vino cuando el director de cine William Friedkin, animado por Richard Branson, decidió usar un extracto de 4 minutos en la película de terror El Exorcista. Mike no fue consultado respecto a la asociación de su obra con aquella película, y más tarde diría a los periodistas que aquello no le había gustado del todo. En el Reino Unido, se lanzó un sencillo de Tubular Bells con una versión remezclada del álbum en versión cuadrofónica, un sistema que necesitaba de cuatro altavoces para su pleno aprovechamiento. Para mostrar las maravillas de aquel novedoso sistema, el Tubular Bells Quad incluía una secuencia extra de un avión que parecía moverse alrededor del oyente, y que fue grabado después de The Sailor's Hornpipe.

## Carrera musical

### Los años con Virgin

#### Hergest RidgeyOmmadawn

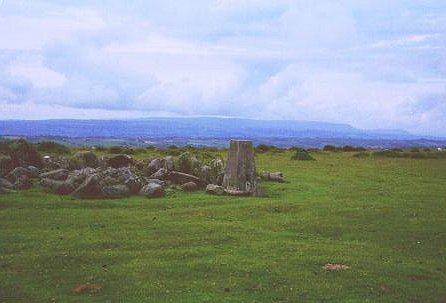
Vista de Hergest Ridge, donde Mike Oldfield se mudó para aislarse y componer su segundo álbum tras Tubular Bells.

Mike Oldfield había soñado mucho tiempo con el momento en que se editase Tubular Bells. Cuando aquello ocurrió no pudo aguantar la presión acumulada y, emocionalmente exhausto por el proceso de grabación y sus propias inseguridades ante la fama desorbitada que estaba adquiriendo, se retiró a su nueva casa de Herefordshire. Fue allí donde comenzó a crear su nueva obra, que más tarde adoptaría el nombre de la cercana colina Hergest Ridge.
El esquema sinfónico usado en Tubular Bells fue continuado en una serie de obras posteriores como en el presente Hergest Ridge, Ommadawn, Incantations, Amarok o Return to Ommadawn. Editado en el Reino Unido en septiembre de 1974, Hergest Ridge era un álbum que contenía un único tema musical, dividido en dos suites por las exigencias obvias del formato LP. De nuevo casi todos los instrumentos fueron tocados por el propio Oldfield. El efecto más comentado del disco fue el que un crítico llamó «tormenta eléctrica», un segmento de la cara B en el que se interpretaban simultáneamente múltiples guitarras eléctricas distorsionadas. La hermana del propio Oldfield, Sally Oldfield participó en el álbum presentando su voz en algunos fragmentos. Para el músico de Reading, la composición musical era una constante obra en progreso regida por leyes lógicas o emocionales, como si de un cuadro cubista se tratase. 
El álbum saltó directamente al número uno de las listas de ventas del Reino Unido, desbancando a su propio Tubular Bells, lo que supone aún hoy en día un hecho excepcional. Virgin también lo promocionó en televisión, aunque el eslogan tuvo que cambiarse para este propósito. El anuncio decía originalmente que el álbum estaba disponible en «Virgin (Virgen) y otras inmaculadas tiendas de discos», y tuvo que ser modificado debido a las posibles objeciones que pudiera presentar la Iglesia católica. Aunque algunos críticos vieron Hergest Ridge como una obra inferior a Tubular Bells, la mayoría dio su visto bueno. Un crítico dijo que era «la música rock más cotidiana, con algo de sinfonía clásica», mientras que otro escribió que era «una serie de picos emocionales haciendo explosión aquí y allá a través de una cosquilleante tranquilidad».[cita requerida] No obstante, su elegante tono pastoral, así como su acertada instrumentación, lo convirtieron en un disco muy importante en la carrera de Oldfield.
En diciembre de 1974 se presentaron en concierto las versiones orquestales de Tubular Bells y Hergest Ridge en el Royal Albert Hall de Londres. El concierto fue organizado por David Bedford, que dirigió a la Royal Philharmonic Orchestra con solos de guitarra de Steve Hillage. El mismo Oldfield tocó la guitarra en la versión de estudio de la primera composición, que fue editada en enero de 1975 con el nombre de The Orchestral Tubular Bells. La escasa repercusión comercial del álbum llevó a la compañía a ahorrarse la publicación de The Orchestral Hergest Ridge. Ese mismo año, un poco más tarde, se presentaron esos mismos arreglos orquestales en conciertos en Glasgow y Newcastle. En Escocia, Hillage tocó las partes de guitarra con la Scottish National Orchestra, y el solista en la zona noreste fue Andy Summers, el que más tarde fuera miembro de The Police.
El sentido del humor que a menudo rodeaba algunos fragmentos de las obras de Oldfield fue nota destacable en Don Alfonso, un sencillo que fue editado en marzo de 1975; con la ayuda de Chris Cutler, David Bedford y Kevin Ayers, Oldfield contó la historia de un cómico torero que trabajaba para Oxo.
Ommadawn, publicado en septiembre de 1975, fue su tercera obra de rock sinfónico instrumental; le llevó nueve meses de grabación y tocó unos veinte instrumentos: desde las guitarras al piano de cola y la espineta. El álbum incorporaba música africana y música irlandesa, para ello contó con el grupo de percusión africano Jabula y la gaita irlandesa de Paddy Moloney, líder de The Chieftains. Otros artistas colaboradores fueron Terry y Sally Oldfield, los miembros de la Hereford City Band y el solista de flauta dulce Leslie Penning. Penning también acompañó a Oldfield en el sencillo navideño de aquel año, una versión del villancico tradicional «In Dulci Jubilo» que consiguió alcanzar el cuarto puesto en las listas de ventas del Reino Unido. Desde aquel momento y durante varios años, Oldfield publicó un sencillo navideño con regularidad. Superó los 4 millones de álbumes vendidos en todo el mundo.
El álbum fue criticado y alabado por igual, aunque el paso del tiempo lo ha situado entre los más maduros de su etapa sinfónica. Su producción fue más elaborada que en sus anteriores obras, con unas cuidadas transiciones entre las melodías de la primera parte. Además, Oldfield se consolidó en su faceta de multiinstrumentista en esta obra en concreto, donde llegaría a tocar casi una veintena de instrumentos como el bajo eléctrico y el acústico, la guitarra eléctrica y acústica, el banjo, el bouzouki, el bodhrán, la guitarra española, los teclados, el glockenspiel, la arpa, la mandolina, las percusiones, el piano, la espineta, la steel guitar, los sintetizadores y los bajosextos, además de su propia voz. La obra respira influencias celtas y africanas, y se le puede considerar un claro precedente de la llamada World music.[cita requerida] La obra original contiene un tercer corte no especificado en la carátula, una pieza vocal compuesta por Oldfield y William Murray titulada «On Horseback» que apareció en un sencillo en diciembre de 1985 como cara B de «In Dulci Jubilo», donde canta el propio Oldfield acompañado de un coro infantil. 
Con la publicación de Ommadawn muchos músicos veteranos comenzaron a interesarse por la carrera musical del músico de Reading y, a día de hoy, está considerado como su magnum opus, superando a su anterior Tubular Bells.[cita requerida] El propio Oldfield presentó en 2017 su continuación Return to Ommadawn a petición de sus fanes a quienes el músico interpelaba en sus redes sociales por su obra más querida de toda su carrera.[cita requerida]

#### IncantationsyPlatinum

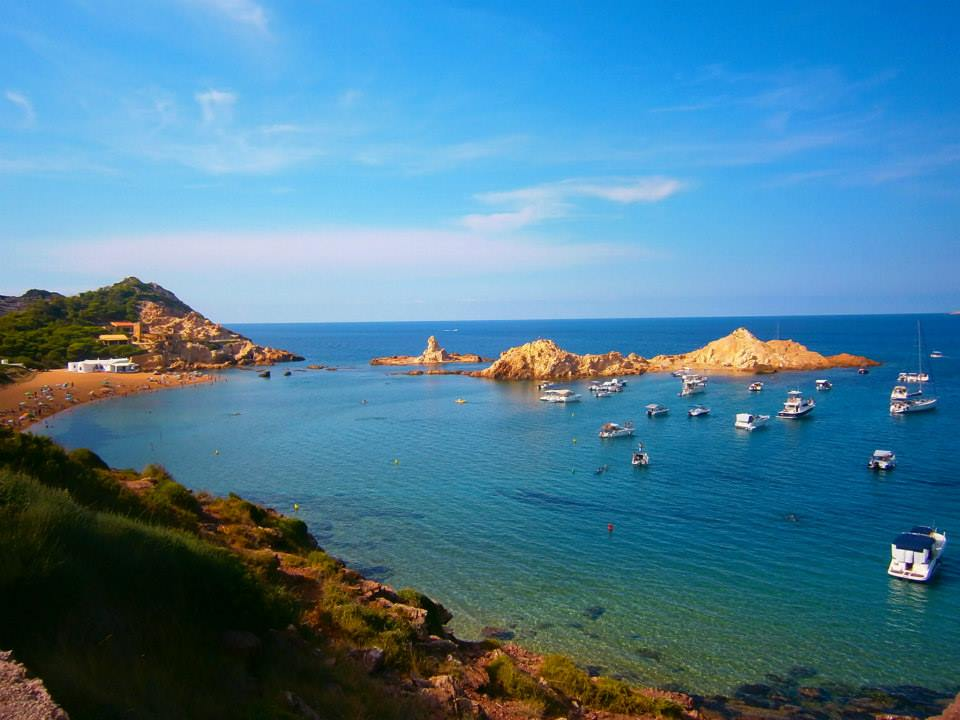
La cala Pregonda fue portada de su cuarto disco Incantations.

En 1975, Oldfield colaboró en álbumes de otros músicos asociados a él como David Bedford, Edgar Broughton o Tom Newman, al mismo tiempo que el impacto de Tubular Bells continuaba in crescendo. Durante ese año le fue concedido a Oldfield un Premio Grammy a la mejor composición instrumental.
Por aquel entonces, Oldfield lanzó «Portsmouth», otra canción tradicional que llegó al puesto tres, uno por encima del que había alcanzado «In Dulci Jubilo». Entre 1976 y 1978 Oldfield, debido a los problemas psicológicos que acarreaba desde muy atrás, se recluyó en su casa de Gloucestershire. Allí inició los esfuerzos que acabarían con la publicación de Incantations. En ese impasse de tiempo, Virgin editó el cuádruple álbum Boxed, un set de coleccionista que contenía sus tres álbumes editados hasta entonces y un cuarto disco que contenía sencillos, colaboraciones especiales en discos de otros artistas, y un extraño tema cantado por el propio Mike y David Bedford llamado «Speak (Tho' You Only Say Farewell)».
En enero de 1977, Mike hizo su primera aparición en un escenario en dos años y medio, como guitarrista invitado en una presentación en vivo de la suite de David Bedford titulada The Odyssey basada en la obra de Homero. A ello siguió la edición casi simultánea de dos sencillos: uno fue una versión de Rossini, «The William Tell Overture» y el otro «Cuckoo Song», otro arreglo de una canción folk tradicional inglesa aunque ninguno tuvo demasiado éxito.
Tras un concierto en vivo de Ommadawn se editó el cuarto álbum de Oldfield titulado Incantations, publicado a finales de 1978. En los años posteriores a Ommadawn, el rock sinfónico y su grandilocuencia habían perdido interés mundial debido a la llegada de la música punk, mucho más accesible para una juventud que reclamaba ídolos a la altura de sus propias posibilidades personales, y sin nada que ver con las superbandas de genios musicales como Pink Floyd o Genesis. Dentro de su mismo país, el punk impactó negativamente en Oldfield. Cuando le preguntaron acerca de lo que pensaba de aquella tendencia, contestó: «¿Punk rock? Nunca oí hablar de eso». Tal vez a causa de todo ello, Incantations resultó un tanto fuera de tono. Era el primer doble LP de Oldfield, y consistía en cuatro suites con diferentes movimientos, de nuevo partiendo de sonidos célticos y étnicos a los que se unía una atmósfera legendaria, acrecentada por largos cánticos rituales.[cita requerida]
El cambio de atmósfera respecto a sus otros trabajos, este mucho más complejo, hipnótico y rítmico, influenciado en parte por la corriente de la world music y el minimalismo que estaban realizando compositores como Philip Glass, Terry Riley, Win Mertens, Michael Nyman y Vangelis, hizo que llegara a ser menos exitoso que sus predecesores. Llegó al puesto 14 de las listas británicas de éxitos y se mantuvo por un tiempo en el Top 20 de Reino Unido. 
Por esa época, Oldfield concedió numerosas entrevistas para promover el álbum y hablar de su radical cambio de personalidad, producido principalmente por su asistencia a unos seminarios basados en la exégesis, una controvertida terapia creada para mejorar la autoconfianza. Gracias a la exégesis, creyó haber descubierto el lado más positivo de su carácter. En una entrevista de aquella época dijo, literalmente, que había experimentado lo que podría describir como un «renacimiento», ayudándolo a profundizar en mí mismo y en la naturaleza humana. La imagen de la portada fue realizada desde las playas de Ibiza, frente a la isla de Es Vedrá —lugar que, en años posteriores, volvería a utilizar como residencia habitual—.
En marzo de 1979 lanzó el sencillo «Guilty», cuyo sonido se acercaba bastante al de la música de moda. Algunos periodistas detectaron un cierto estilo disco en aquella pieza grabada con músicos de estudio en Nueva York. Aunque era ya un maestro incontestable de las grabaciones en estudio, los conciertos en vivo también formaban una parte importante de la vida artística de Oldfield desde sus inicios. Después de la terapia a la que se sometió a finales de los 70, se sentía preparado para ir de gira con un gran grupo de músicos; ello resultó en la gira Exposed, también conocida como Tubular Shows. La primera gira internacional en la que se embarcó Mike Oldfield tuvo lugar en 1979, casi seis años después del lanzamiento de Tubular Bells. El costoso espectáculo estaba formado por una orquesta y un coro de 50 músicos, incluyendo chicas pertenecientes al Queen's College Girls Choir. Llevaba un séquito de 25 personas entre roadies y técnicos y tres tráileres para transportar todo el equipo. El realizador Ian Eames creó tres películas que se proyectaron de fondo durante los conciertos. 
La gira comenzó en España y luego discurrió por Bélgica, Francia, Países Bajos y Alemania. En agosto, Virgin lanzó a la venta Exposed, un doble álbum en vivo grabado durante la gira. En los años posteriores, Mike reveló que aquella aventura supuso un desastre económico, con un millón de libras esterlinas en deudas, que cubrió en parte con el lanzamiento del disco de la gira, y las finiquitó con el acelerado lanzamiento de Platinum.
Platinum rompió con el patrón de sus cuatro primeros discos, estructurados en largas pistas sin divisiones claras entre sus movimientos. La composición de este estuvo partida en cuatro segmentos, a los que siguen canciones cortas e instrumentales, con un cierto afán experimental y lúdico. Entre las canciones de Platinum destacó «Punkadiddle» con la que Oldfield quiso ridiculizar el movimiento punk.
Como sencillo navideño, Oldfield publicó Blue Peter, una adaptación de una canción tradicional, utilizada en este caso como sintonía de un programa infantil del mismo nombre. El sencillo alcanzó el puesto 19 de las listas del Reino Unido. Las regalías fueron donadas a la campaña de ayuda a Camboya lanzada por aquel programa infantil.
En la primavera de 1980, Oldfield formó un grupo de once componentes para otra gira de 40 días por Europa, con un espectáculo en el que tocó temas de Platinum. Tales espectáculos en vivo tuvieron como culminación la actuación ante 43.000 personas en el Knebworth Fairy Park Festival el 21 de junio de 1980. Tras su llegada en helicóptero, tocó después de The Beach Boys, Lindisfarne y Santana. Un periodista del Record Mirror destacó la excelente actuación de Oldfield destacando su «sonido cristalino».[cita requerida]

#### QE2yFive Miles Out

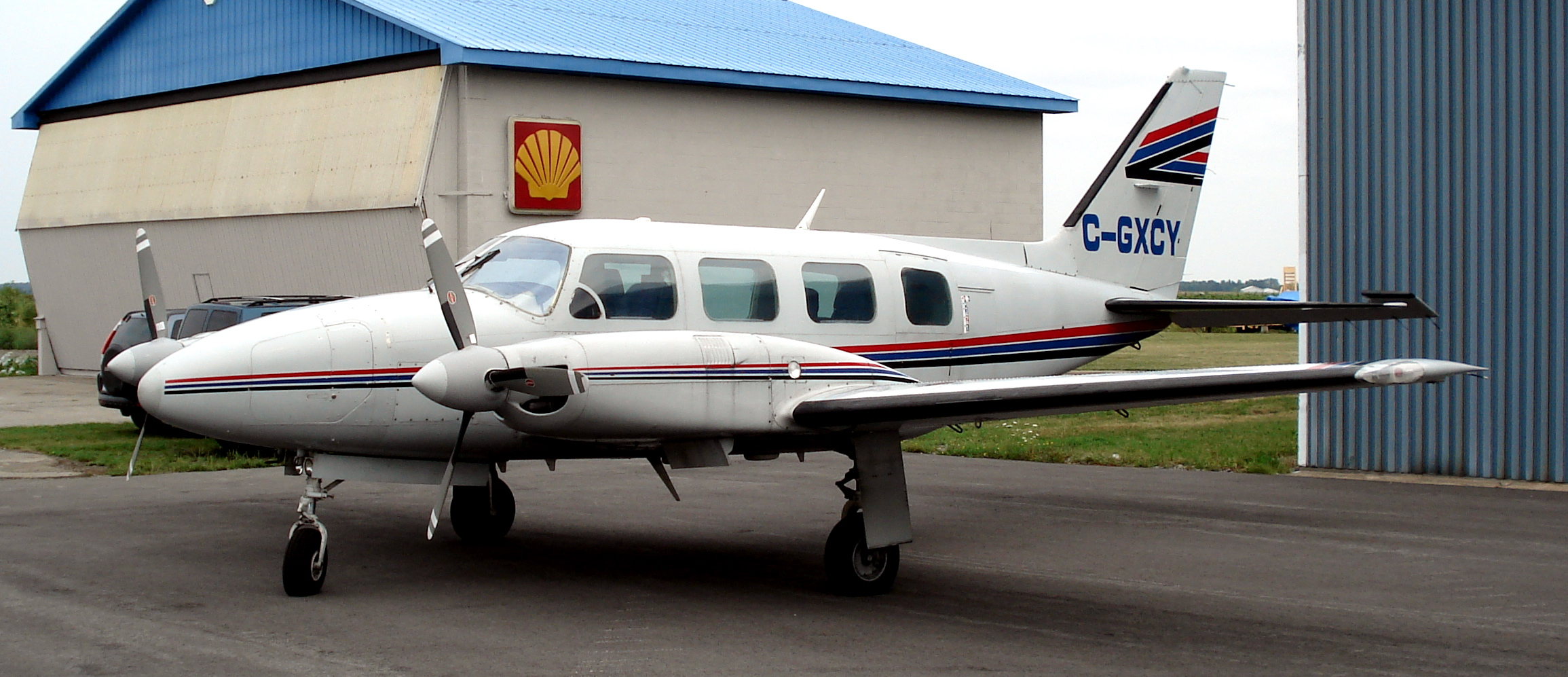
Modelo Piper PA-31 Navajo en el que Oldfield casi pierde la vida pilotándolo sobre los Pirineos.

En armonía con el nuevo estado, Oldfield editó dos covers como sencillos en el otoño de 1980. El primero fue «Arrival», un tema de ABBA con el que les rendía homenaje. El otro sencillo fue una de esas canciones de tributo, «Wonderful Land», una recreación de una canción de 1962 de The Shadows, cuyo líder Hank Marvin sirvió de inspiración a todos los jóvenes guitarristas de la generación de Oldfield. Asimismo, el de Reading también recibió la influencia desde pequeño de los multiinstrumentistas John Renbourn y Bert Jansch. Oldield se pasaba las horas analizando y aprendiendo de su música, y durante este proceso desarrolló una formidable técnica a la guitarra.
«Arrival» y «Wonderful Land» aparecieron en QE2, un álbum parecido a Platinum en su estructura aunque, en un principio, iba a llamarse Carnival.[cita requerida] Esta vez la pista que da título al disco no está en la cara A del disco, sino que aparece al final de la cara B. QE2 fue coproducido y mezclado por el ingeniero David Hentschel, que previamente había trabajado con Genesis. Hentschel contó a un periodista: «siempre me gustó el carácter de Mike. Todas sus ideas sirvieron de refresco a las mías, y creo que las mías también lo fueron para él. Todo era muy divertido, y creo que, si quieres hacer un trabajo que sea realmente bueno, debes divertirte haciéndolo». Phil Collins a las percusiones, Rick Fenn a la guitarra y Maggie Reilly en las voces, contribuyeron a la grabación de QE2. A partir de entonces, Reilly llegó a convertirse en uno de los miembros más importantes del equipo de Mike en los siguientes cinco años. 
Las críticas hacia QE2 fueron de todo tipo, con algunos de los fanes acérrimos en la prensa diciendo que más que haber presentado nuevas ideas, con aquel disco había marcado el principio de una época. Sin embargo, había fanes de Oldfield que escribieron a revistas musicales manifestando haberse quedado sorprendidos por la respuesta general de la crítica; uno escribió al Record Mirror para quejarse de los críticos que "«no tenían ni idea de su verdadera grandeza».[cita requerida] Las giras se estaban convirtiendo ya en un evento anual; en la de 1981 por Europa, el de Reading llevó un número más pequeño de músicos, cuyo núcleo central estaba formado por Maggie Reilly, Tim Cross a los teclados, Rick Fenn al bajo y los percusionistas Morris Pert y Mike Frye.
Si sus discos más recientes no habían estado en las listas mucho tiempo, el «fenómeno Tubular Bells» continuaba. En julio de 1981, Virgin anunció la venta de las diez millones de copias.[cita requerida] En el mismo mes, Oldfield tocó un concierto gratuito como parte de los festejos organizados por la ciudad de Londres por la boda del Príncipe Carlos y Lady Diana Spencer. En reconocimiento a esto y a sus méritos por dar a conocer el Reino Unido fuera de sus fronteras, fue galardonado con el Freedom of the City Of London. También formó parte, junto a Billy Idol, Phil Linott y Noddy Holder, de un jurado para un concurso nacional de jóvenes grupos pop. Además fue incluido en el Who's Who, la exclusiva guía de las personas más importantes del Reino Unido, siendo él y Paul McCartney los únicos músicos de pop que allí aparecían. 
Hacía algún tiempo que Oldfield se había sacado la licencia de aviación. Una mala experiencia aérea sobrevolando los Pirineos, que le pudo haber causado la muerte, fue la que le inspiró la canción que da título al álbum Five Miles Out publicado en 1982. El propio Oldfield recuerda en una entrevista de la época:

Fuimos lanzados como una tortita de harina, había hielo acumulándose en las hélices y lluvia en el parabrisas, y todo el mundo gritó ¡aaargh!".

Aquel incidente sería conmemorado con una pintura encargada especialmente por el músico a un renombrado pintor de cuadros de aviones.[cita requerida] Al igual que Platinum y QE2, Five Miles Out combinaba una pista de larga duración con una serie de canciones individuales. La pieza más larga fue la instrumental Taurus II, que incluía contribuciones del gaitero Paddy Moloney y un grupo de baile de Morris. Entre las canciones figuró Family Man, con la voz solista de Maggie Reilly. Cuando Family Man fue editada como sencillo, se movió entre los puestos más bajos de las listas del Reino Unido. Paradójicamente, una versión de Daryl Hall & John Oates fue un Top 10 Hit en Estados Unidos al año siguiente. Gran parte del álbum fue grabado en el estudio instalado en la propia casa de Oldfield en Buckinghamshire, así elegida debido a la cercanía de los accesos a Londres y a un pequeño aeropuerto local en podía volar con sus aviones.
Five Miles Out fue el mayor éxito de Oldfield en el Reino Unido desde Ommadawn, a pesar de que las críticas fueron desfavorables. Su sencillo «Mistake» fue calificado como «rock de mediados de los 70 para tocar en estadios».[cita requerida] Otro crítico dijo que «Oldfield seguía tonteando consigo mismo sin ton ni son». Cuando un periodista de New Musical Express le preguntó por su «odio a los animales», Oldfield le contestó: 

Posiblemente odie su decrépito periódico más que nada en este mundo.

En la misma publicación comentó que su película favorita era 2001: Una odisea del espacio y que sus héroes eran Jean Sibelius y el Capitán Kirk de la serie de ciencia ficción, Star Trek.
En 1982 Mike emprendió su gira más larga hasta la fecha, tocando en Europa y Norteamérica. Para su gira mundial formó un nuevo grupo en el que lo acompañaron Maggie Reilly y el ex-percusionista de Gong, Pierre Moerlen, además de dos teclistas. El concierto en Londres fue comentado compasivamente por Ray Coleman en el Daily Express, quien describió al público como «jóvenes parejas de recién casados que buscaban sentarse cómodos en algún sitio para pasar la noche oyendo música».[cita requerida]

#### Crises,DiscoveryyThe Killing Fields

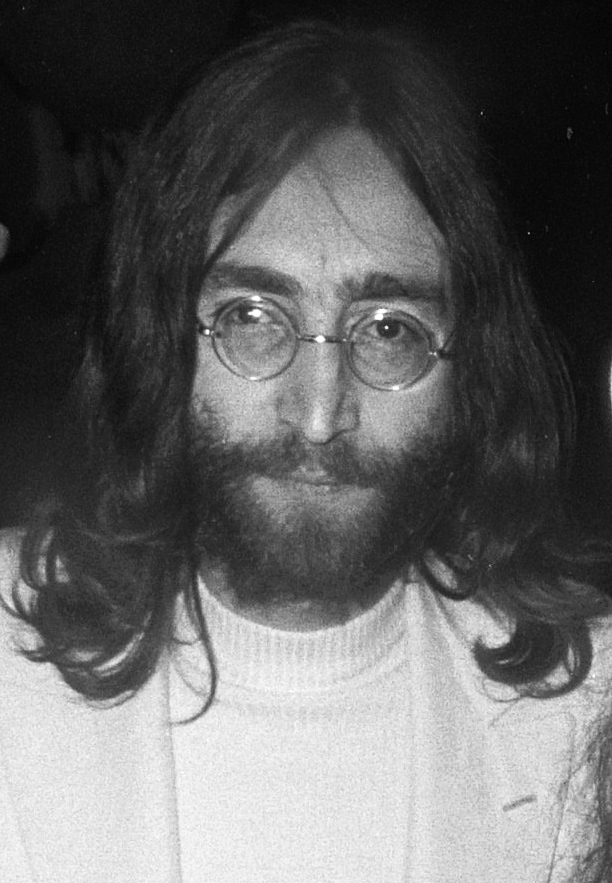
«Moonlight Shadow» se considera la particular elegía que Oldfield compuso tras el asesinato del músico John Lennon, en la imagen.

En mayo de 1983 fue el décimo aniversario del lanzamiento de Tubular Bells. Virgin anunció que sus ventas continuaban subiendo y que preveían la posibilidad de hacer una «continuación» de aquel álbum, algo que acabó desmintiendo el propio artista. Oldfield publicó su octavo álbum, Crises tocando un gran concierto en julio en el estadio londinense de Wembley. Los músicos que lo acompañaron en este evento incluyeron al batería Simon Phillips, exintegrante de Roxy Music, y a Phil Spalding, el que fuera bajista de Toyah.
Crises fue el primer disco grabado con Phillips como coproductor. Sus vocalistas fueron Jon Anderson de Yes y Roger Chapman de Family. Asimismo, Maggie Reilly cantó en varios de los temas, entre ellos estaba «Moonlight Shadow» que fue entendida por todos como un tributo al por aquel entonces recientemente fallecido John Lennon, convirtiéndose en el sencillo más exitoso de Oldfield en toda su trayectoria artística. En España fue triple disco de platino y quíntuple platino en Alemania. Fue, además, una de las canciones más representativas de la década de los ochenta. La voz de Reilly fue determinante en el éxito comercial del tema, siendo muchas veces considerada como «la voz» del propio Oldfield.[cita requerida] Aprovechando la promoción de Crises, Virgin volvió a declarar sus intenciones en hacer una segunda parte de Tubular Bells por su décimo aniversario, aprovechando así la popularidad que estaba obteniendo Crises.
El álbum Discovery de 1984 fue el primero que Oldfield grababa fuera de Inglaterra. Para ello construyó un estudio en una casa a 2 000 metros sobre una montaña en los Alpes suizos desde la que se divisaba el lago Ginebra y donde, junto con Phillips, coprodujo una nueva selección de canciones y un instrumental titulado The Lake. Esta vez, la tarea de poner voz a las canciones fue compartida entre Maggie Reilly y Barry Palmer. Durante la grabación del disco, Palmer sufrió problemas de garganta, imposibles de solucionar en el tiempo que tenían para la grabación del disco, por lo que así se quedó para siempre, siendo imposible luego reproducir esos tonos de voz. Entre las canciones del disco destaca «To France», inspirada en la vida de María Estuardo, reina de Escocia. Aunque solo consiguió un éxito moderado en Inglaterra, en toda Europa fue un gran éxito.
Por aquel entonces las habilidades de Oldfield como guitarrista de rock estaban seduciendo a un gran número de aficionados a la música heavy. En la revista de heavy, Kerrang!, el veterano periodista Chris Welch citaba, de manera entusiasta, palabras del griego Tucídides en alabanza a Discovery. La gira europea del disco sumó 50 conciertos que llevaron de nuevo juntos a Oldfield, Reilly, Phillips, Spalding y a Palmer.
Durante 1984, Oldfield compuso la banda sonora para la película The Killing Fields, (Los gritos del silencio) de Roland Joffé, muy alabada por la crítica, que trató sobre la guerra civil camboyana.[cita requerida] El músico declaró que le resultó difícil hacer música para una película en la que se plasmaban tantas emociones.[cita requerida] Para componerla utilizó un sincronizador de vídeo conectado a su Fairlight. Gran parte de ella está basada en la música étnica de Camboya. El tema principal de la película, «Étude», era una adaptación de un tema de Francisco Tárrega: «Recuerdos de la Alhambra».

#### Primer recopilatorio eIslands

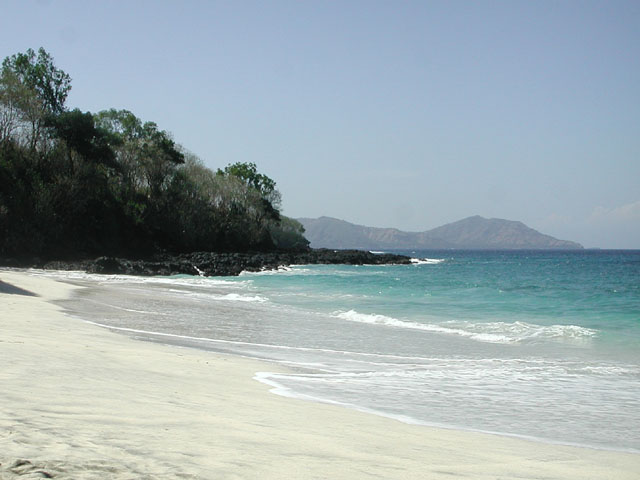
Playa de la Isla de Bali, lugar que inspiró a Oldfield la música del disco Islands.

En 1985, Virgin editó una recopilación de material de los doce años de carrera de Oldfield con la discográfica y publicó un álbum doble llamado The Complete. Una de sus cuatro partes fue dedicada a grabaciones en vivo de giras de los anteriores cinco años; esto incluía su sobresaliente toque a la guitarra en la gira de Platinum en el concierto de Hanóver de 1980. 
Por entonces, los intereses de Oldfield se movían cercanos al uso del vídeo para la creación de sus obras musicales. Para ello equipó su casa-estudio con un ordenador Quantel Mirage con el que generó las imágenes para el vídeo de «Pictures In The Dark». Con los vocalistas Barry Palmer, Anita Hegerland y el joven soprano de 15 años, Aled Jones, concibió un video single que lanzó al mercado en diciembre de 1985. Oldfield adquirió siete sintetizadores; sus métodos de trabajo eran diametralmente opuestos a los de los músicos que se dedicaban únicamente a samplear extractos de discos de otra gente. Con relación a ello, Oldfield declaró: 

Tengo un montón de samples propios y normalmente dedico un tiempo al final de cada sesión para grabar los instrumentos que he utilizado.

Pero en una entrevista posterior explicaba su preferencia por los instrumentos reales ante los instrumentos sintetizados: 

A lo que me opongo es a hacer música sólo con computadoras. Es como si cogieras algún tipo sofisticado de pianola u órgano barrel. Carecen totalmente de alma.

Durante 1986, el músico se concentró en la creación de un vídeo-álbum que se editó en octubre de 1988 en formatos VHS y Laserdisc titulado Wind Chimes. Entre sus colaboradores contó Alex Proyas —director de El cuervo o Dark City, quien también había dirigido algún videoclip para la afamada banda australiana, Crowed House—. El álbum que acompañó a Wind Chimes fue Islands editado en septiembre de 1987. La pieza instrumental de dos partes Wind Chimes estuvo inspirada en música de Bali, isla que había visitado recientemente Oldfield. Los músicos Kevin Ayers, Andy Mackay, Geoff Downes, así como las vocalistas Bonnie Tyler y Anita Hegerland, colaboraron en las grabaciones de Islands.

#### Últimos trabajos con Virgin
En 1989, Oldfield creó una versión de siete minutos de Tubular Bells para un programa de la BBC. A pesar de que Richard Branson presionaba al músico de Reading desde 1982 para que hiciese la secuela de Tubular Bells, Oldfield preparó un disco todo vocal con siete vocalistas diferentes que tituló Earth Moving
El siguiente disco a Earth Moving fue un disco enteramente instrumental con una única pista de una hora de duración. Se tituló Amarok, publicado en 1990, y fue concebido como una venganza personal de Oldfield contra Branson y los directivos de Virgin, que no quería publicarle un disco sinfónico salvo que fuese llamado Tubular Bells II. A lo largo de la sinfonía hubo toda una serie de claves en morse donde Oldfield criticaba a Virgin e insultaba a Branson con la única intención de, según sus propias palabras: «para incordiar a los ricos directivos de las discográficas que van en su Ferrari». Este fue un retorno al formato que lo popularizó con Tubular Bells, Hergest Ridge y Ommadawn. Amarok volvió a reunir a Oldfield y a Tom Newman, el ingeniero de sonido de Tubular Bells. Esta única pieza era una suerte de música folk inglesa, flamenco y música africana, que unía la última tecnología musical y de estudio con la tecnología clásica de Oldfield. Amarok fue uno de los temas musicales más largos jamás publicados, considerado por muchos de sus fanes como su mejor obra junto a Ommadawn.
Heaven's Open se editó en 1991, con una estructura parecida a la de Platinum: una composición larga y algunas canciones. Por primera vez, todas las canciones fueron cantadas por Oldfield —acreditado en esta ocasión como «Michael Oldfield»—, sin ningún otro vocalista de apoyo. Con relación a este aspecto, en una entrevista afirmó: 

Me desenvuelvo mucho mejor ahora con mi voz. Ha sido para mí un verdadero placer el descubrir que no era tan malo cantando como había pensado.

Este es un disco que, por un lado, destila la esperanza y la ilusión de la nueva etapa que se abrió en la carrera de Oldfield y, por otro, se notaba el dolor que le había hecho pasar la compañía. La pieza larga e instrumental del álbum se tituló «Music From The Balcony», una obra experimental llena de cacofonías, la cual muchos aseguran que está mal hecha a posta a modo de venganza final contra Virgin.[cita requerida]

### Los años con Warner

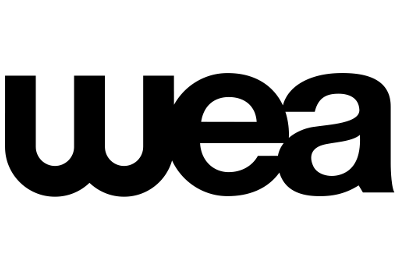
Con la discográfica WEA, propiedad de Warner Music, Oldfield editó siete álbumes de estudio.

#### Tubular Bells II
Previsiblemente, las expectativas que WEA (Warner/Elektra/Atlantic), la nueva discográfica de Oldfield, puso en Tubular Bells II no fueron defraudadas; editado en 1992 siendo un rotundo éxito de ventas. Superó las 1,5 millones de álbumes vendidos, que en 2002 rozaban ya los 3,5 millones de copias. El lanzamiento del álbum fue acompañado por una extensa gira por Europa y Norteamérica, donde hacía tiempo que no actuaba. Asimismo, los directivos de Warner colocaron al afamado productor Trevor Horn a las órdenes de Oldfield. Desde hacía tiempo, el de Reading ya dijo a los medios de comunicación que pensaba hacer una reedición de Tubular Bells con ideas que en el primer disco se le habían quedado en el tintero. Oldfield pensó que sería buena idea estrenarlo con su nueva compañía, esta a su vez le había prometido al músico libertad de movimientos y una promoción de su disco por Norteamérica, mercado en donde Virgin no había podido entrar.
La portada del disco le fue encargada a Trevor Key, el mismo artista que ya diseñó la original; el resultado fue una campana doblada en tres partes, muy similar a la original, esta vez de color amarillo flotando sobre un fondo azul marino que realza la forma de la campana.
Tubular Bells II en esencia guarda gran similitud con su antecesor Tubular Bells. De hecho, hay partes que son totalmente análogas entre ambos discos. Es decir, hay una secuencia de piano que introduce la primera parte, igual que en el original; también encontramos un reflejo del fragmento del hombre de Piltdown o «el hombre de las cavernas» que podemos oír en el original. Además, es muy parecida la secuencia del final de la primera parte en la que el «maestro de ceremonias» va introduciendo los diferentes instrumentos que aparecen tras ser mencionados —en esta ocasión el papel recayó en el prestigioso actor británico Alan Rickman—. 
No obstante, este álbum no es del todo idéntico a su predecesor pese a que tiene la misma estructura, pues mientras que los pasajes del original suelen ser oscuros y melancólicos, los de Tubular Bells II tienden a ser más alegres y dinámicos.[cita requerida] Aparecieron tres sencillos del disco: Sentinel, Tattoo y The Bell. De este último hay unas seis versiones con maestros de ceremonias distintos, anunciando los instrumentos en diferentes idiomas. Carlos Finaly, locutor de Cadena 100 fue quien puso la voz en castellano a dicha pista. 
La presentación en vivo de Tubular Bells II se hizo en la explanada que hay delante del castillo de Edimburgo (Escocia) —aunque, en un principio, tal presentación estaba prevista hacerla en Sevilla—.[cita requerida] Alcanzó el puesto 1 en España obteniendo el disco de platino por quituplicado. Asimismo, fue número uno en Reino Unido y la tercera vez que Oldfield lograba el primer puesto en las listas de éxitos en su país de origen. Además fue quinto en la lista de álbumes new age de 1992.

#### The Songs Of Distant EarthyVoyager

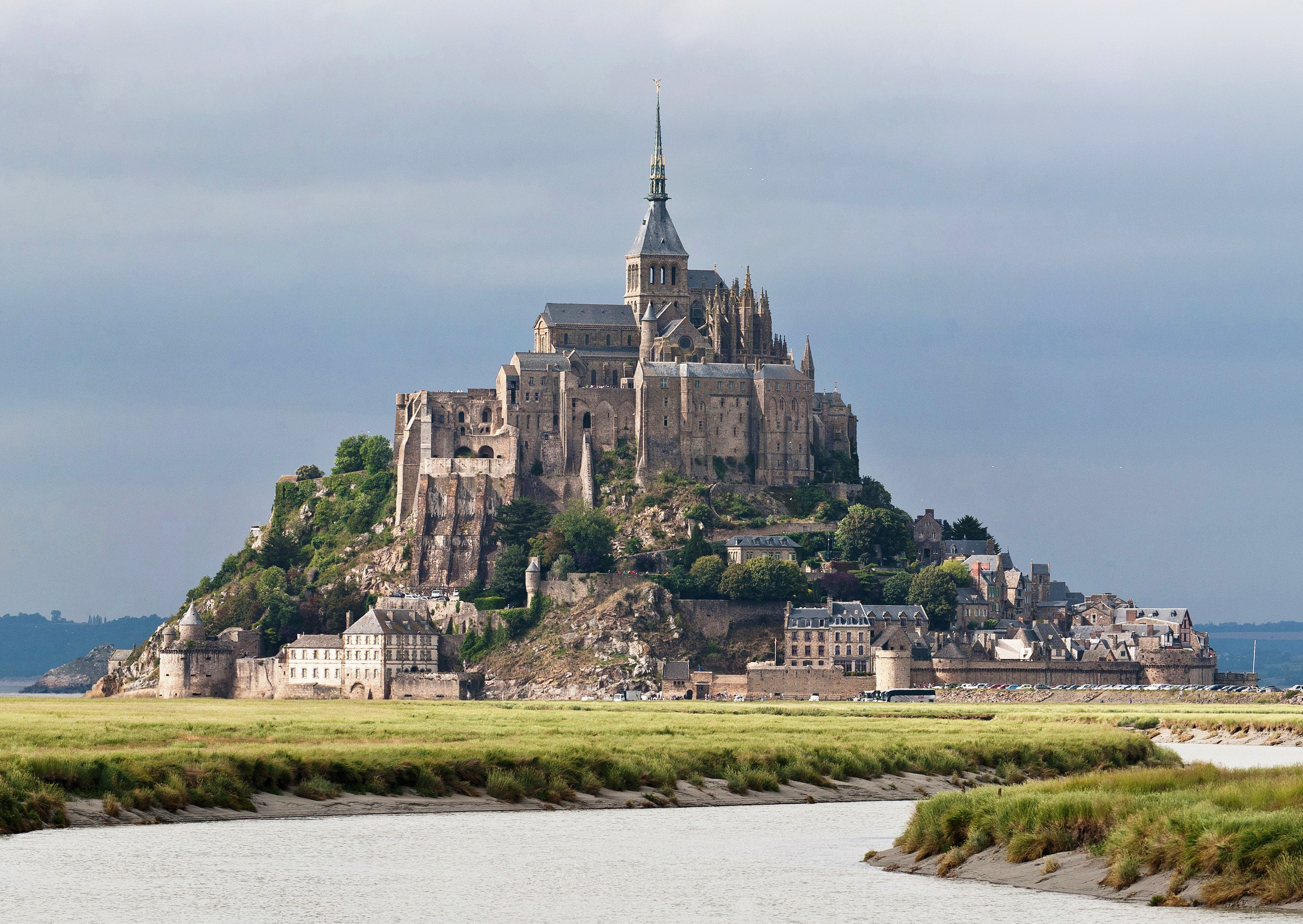
Vista del Monte Saint-Michel que inspiró una composición homónima contenida en el disco Voyager, publicado en 1996.

Tras dos años saboreando el éxito de Tubular Bells II, a finales de 1994, Oldfield desafió a su audiencia con algo que sería un verdadero desafío para ciertas sensibilidades. El músico presentaba un disco casi totalmente hecho con sintetizadores, loops y cajas de ritmos. Mientras que unos se llevaron una decepción esperando un disco más próximo a la sonoridad que le hiciera popular como Hergest Ridge u Ommadawn, por el contrario, otros lo alabaron como uno de sus mejores trabajos. El disco llevaba por título The Songs Of Distant Earth, y era una sinfonía electrónica evocada por la lectura del libro homónimo de Arthur C. Clarke, el mismo autor de 2001: Una odisea en el espacio, la película favorita de Oldfield. Dicho libro comienza con el fin del sistema solar y trata sobre cómo el ser humano busca un nuevo sitio en el universo para implantarse su civilización. Aunque el disco está dividido en 17 pistas, los últimos acordes de cada corte enlazan con el siguiente, creando así una auténtica epopeya musical. Destacan, del primer corte, las palabras pronunciadas por el astronauta William Anders a bordo del Apolo 8 extraídas del Génesis, en referencia a la creación del Universo citada en la Biblia. El sencillo comercial de este disco fue el tema «Let There Be Light». El vídeoclip ponía de manifiesto el gran interés de Oldfield por el diseño en 3D y las nuevas tecnologías, ya que incluía en casi todas sus tomas personajes, lugares o situaciones fantásticas creados por ordenador. Estos efectos fueron pioneros para su época, aunque no se les hizo mucho caso. Además la versión CD-ROM contaba con un elemento innovador: era el primer disco sacado para su venta en el mercado musical que incorporaba una pista de datos para su uso en un ordenador personal. Oldfield eligió para hacerlo la tecnología que le ofrecía por aquellos momentos el sistema MacOS.

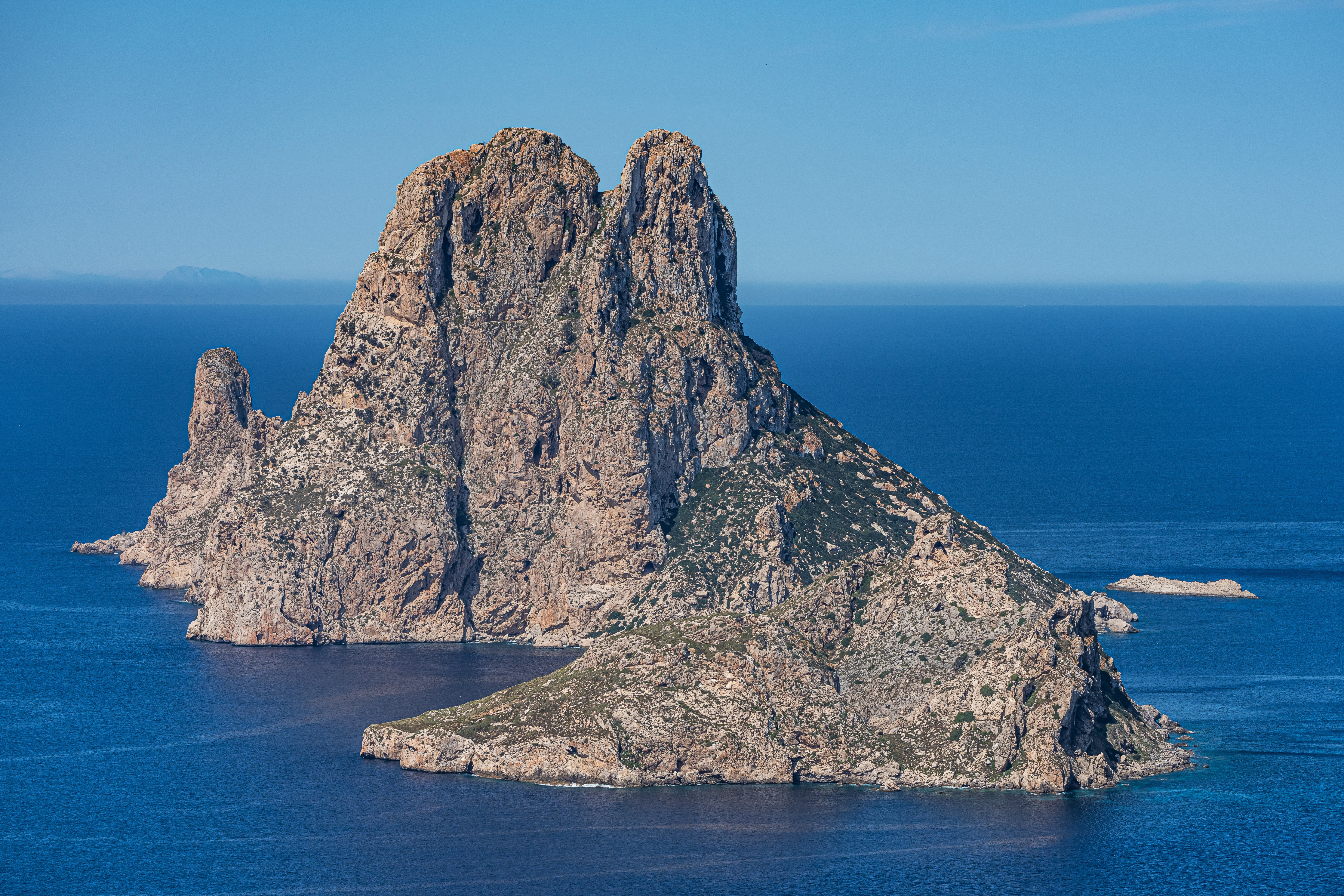
La isla balear de Es Vedra decoró la portada de Voyager.

En 1996 salió a la luz Voyager, un disco con el que el músico quiso volver a acercarse a las raíces celtas que tanto influyeron en discos como Ommadawn y Hergest Ridge. El disco se compuso de nueva canciones cortas en las que se hace buen uso de la guitarra eléctrica y otros elementos del rock sinfónico tradicional acompañado por efectos realizados con sintetizador. La última pista fue la única composición de más de 10 minutos hizo en su etapa con WEA. Se trató de una composición orquestal titulado «Mont St.Michel». En el disco hay varias versiones de temas tradicionales como «The Woman of Ireland» que contiene una versión de «O son do ar» («The Song of the Sun») de Luar na Lubre con Rosa Cedrón. Durante el periodo en que fue grabado el disco, el propio Oldfield se compró una casa en Ibiza con vistas al mar para, como él dijo, «buscar la unión con los elementos» y relajarse. Oldfield aprovechó además el ambiente festivo de Ibiza para trasnochar en muchas discotecas de la isla. Incluso protagonizó algún incidente un día que volvía ebrio en su Mercedes que estrelló contra un árbol. Voyager fue nominado para los premios Grammy del año 1998 como Mejor álbum de música New Age, compitiendo en esta categoría junto a Oracle del fallecido Michael Hedges, ganando este último a título póstumo. También estuvieron nominados en esta categoría Le Roi Est Mort, Vive Le Roi! de Enigma, Oceanic de Vangelis y Canyon Lullaby de Paul Winter.

#### Tubular Bells III

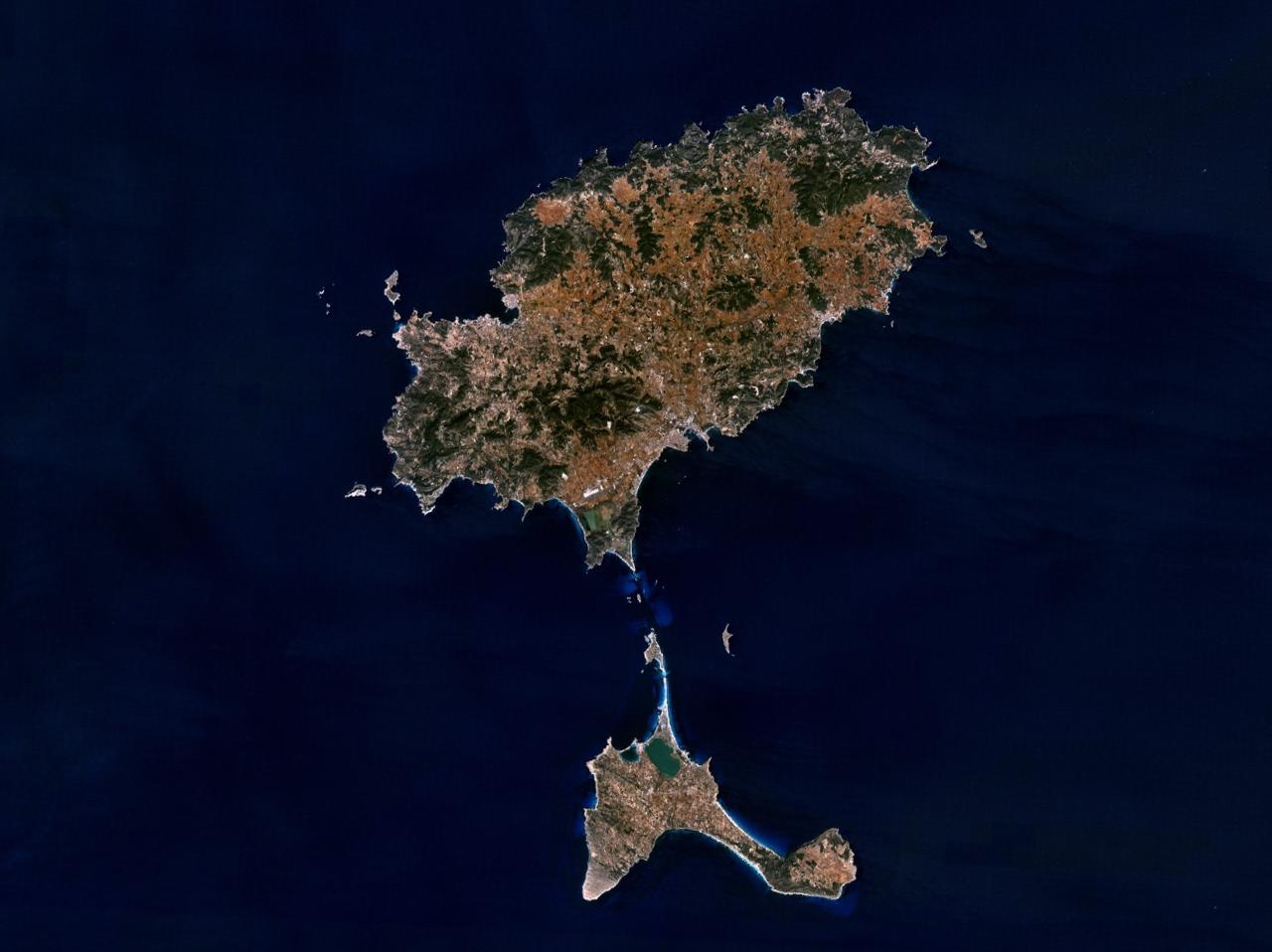
Tubular Bells III se compuso en la isla de Ibiza, en la imagen una vista de la isla desde satélite.

En 1998, el músico publicó la tercera parte de su popular disco Tubular Bells, del que se ya había dado una muestra en el recopilatorio XXV, aunque la versión del álbum fue diferente. Si bien los dos anteriores Tubular Bells habían tenido una estructura dividida en dos partes —con varios cortes en Tubular Bells II—, en Tubular Bells III se incluyó la canción «Man in the Rain» que dividía las dos partes, también compuestas por varios cortes independientes aunque armados entre sí. Destacó la pista que se utilizó como conclusión para el disco titulada «Far Above The Clouds», en la que como maestro de ceremonias, Oldfield eligió a su hija Greta Marie, que en aquel tiempo contaba con diez años. Con este disco el de Reading quiso plasmar sus frustraciones que sufrió durante la estancia en Ibiza, aunque «Far Above The Clouds» simbolizó la vuelta a la paz, añadiendo el canto de los pájaros al final del disco.[cita requerida]
La presentación tuvo lugar en el Horse Guards Parade de Londres el 4 de septiembre de 1998 junto al palacio real de Buckingham bajo una lluvia persistente y un apagón que hubo en mitad del espectáculo. El concierto presentó a Pepsi Demacque, una cantante que parecía iba a ser su nueva musa —parecida a Maggie Reilly durante los años ochenta—. No obstante, los fanes de Oldfield, tal vez comparándola directamente con Reilly, empezaron a dividirse en sus criterios sobre ella.[cita requerida]
El diseño de la portada corrió a cargo del estudio de diseño infográfico, Bill Smith's Studio, y se basó en los anteriores diseños de Trevor Key, fallecido algunos años atrás. Oldfield recibió el Premio Ondas, entregado por el periodista español Iñaki Gabilondo, a la trayectoria musical y a la Mejor composición instrumental. Recibió cuatro discos de platino, por las ventas de Tubular Bells III en España. Su recepción global, aunque menor que la anterior edición, fue bastante aceptable sobrepasando 1,3 millones de copias vendidas. Curiosamente, su enfoque techno, le permitió ser reconocido y aceptado en los circuitos de música electrónica y chillout en raves y discotecas españolas y europeas.[cita requerida]

#### GuitarsyThen & Now Tour Life

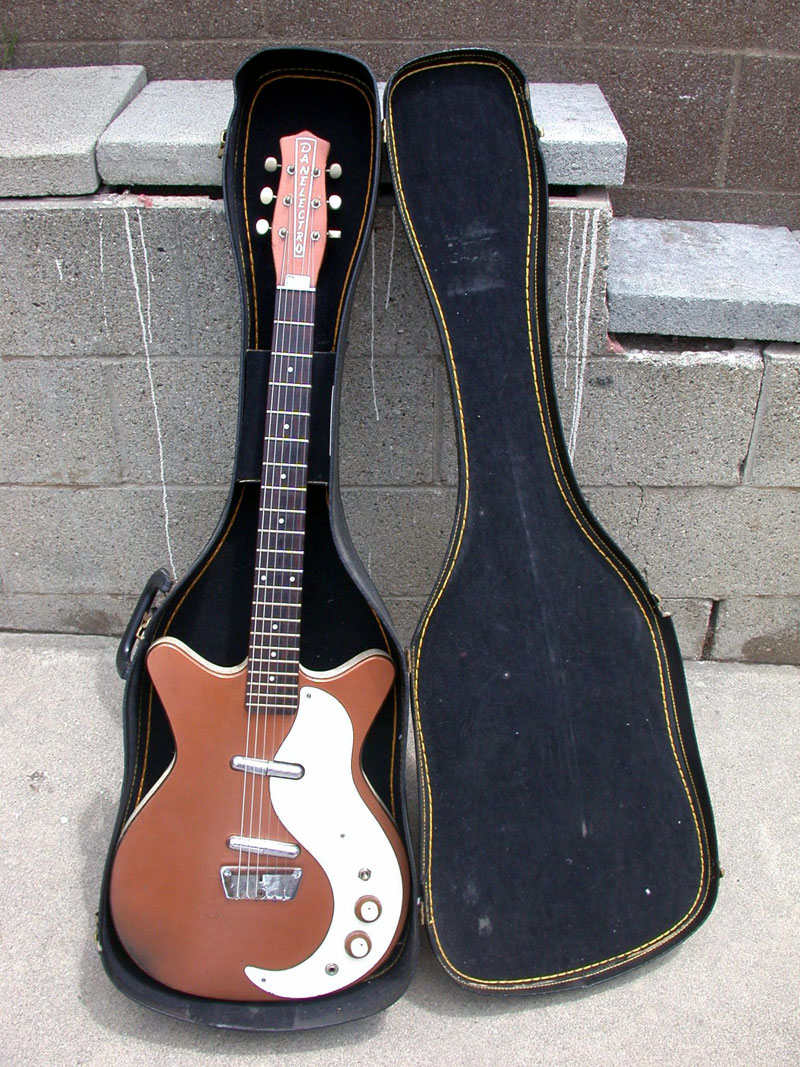
La guitarra Danelectro una de las dos guitarras eléctricas que Oldfield utilizó durante la producción de su álbum Guitars de 1999.

Guitars, publicado en 1999, fue un disco experimental en el que todos los instrumentos que se escucharon están interpretados por guitarras. Esto fue posible gracias a pastillas MIDI en las que la vibración de una cuerda real de guitarra es transformada a comandos informáticos que se envían al sintetizador o sampler para reproducir cualquier otro instrumento anteriormente se haya seleccionado. Gracias a esto, Oldfield pudo incluir percusiones, instrumentos de viento, sintetizadores y absolutamente todo lo que se le ocurrió solo tocado guitarras. Guitars no llegó a ser un disco demasiado bien recibido por los seguidores del músico de Reading.[cita requerida] Para su producción, Oldfield usó básicamente dos guitarras eléctricas, la Danelectro y el sitar eléctrico.
Poco después de la edición del disco, se embarcó en un tour que le llevó por toda Europa. Se llamó Live Then & Now Tour y en él tocó temas del álbum Guitars y Tubular Bells III, pero también dio un repaso a piezas anteriores, como algunos temas de Songs Of Distant Earth, y sus sencillos de éxito «Shadow on the Wall» y «Moonlight Shadow» cantadas por Pepsi Demacque. En la gira hizo de teloneros el grupo gallego Luar na Lubre, cuya cantante y chelista, Rosa Cedrón, ya conocía a Oldfield tras haber cantado para él en el tema «The Inner Child» del álbum Tubular Bells III. Además, el compositor de este grupo, Bieito Romero, fue quien compuso el tema original en el que se basó para componer «The Song of the Sun» que aparece en su disco Voyager de 1996.

#### The Millennium Bell

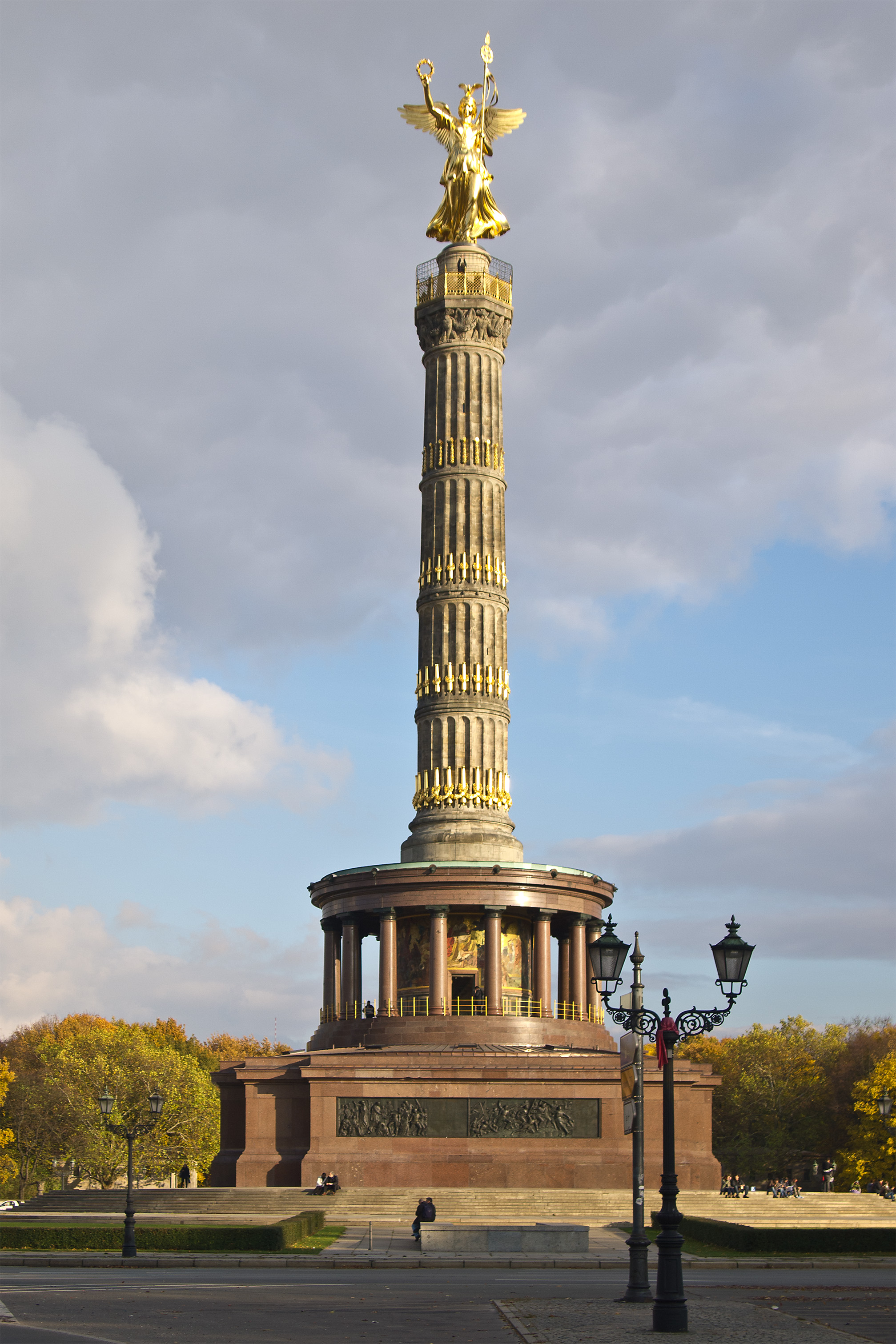
Monumento de Siegessäule, lugar de presentación de The Millennium Bell durante el alba del nuevo milenio.

Ya en tiempos de la promoción de su álbum Guitars, Oldfield reconoció en algunas entrevistas que estaba envuelto en la composición de un álbum que sería un homenaje a los 2000 años de historia transcurridos desde el nacimiento de Cristo. A finales de 1999, WEA lanzó al mercado The Millennium Bell. La portada dijo mucho del concepto del álbum: una campana doblada, como ya es habitual, flotando entre una amalgama de objetos como planetas, guitarras, espadas, mariposas, astronautas, el famoso reloj derretido de Dalí, y algunas cosas más. La portada fue diseñada por la compañía infográfica Blue Cactus. 
Con The Millenium Bell, Oldfield quiso dar un repaso musical, no solo a dos mil años de historia de la humanidad, sino también a muchos estilos con los que parece querer demostrar que, aparte de dominar la mayoría de instrumentos, también dominaba muchos otros estilos musicales. Por ejemplo, el disco contiene estilos tan variopintos como música navideña, música tribal de Centroamérica, el rondò veneziano, el góspel, la música orquestal, etcétera. Para conmemorar el descubrimiento de América quiso poner en el disco Santa María, una pista muy parecida en estilo a alguna que ya Vangelis hizo en su día para la banda sonora de la película 1492, La Conquista Del Paraíso.[cita requerida] «Amber Light» fue un tema expresamente compuesto para conmemorar la llegada del amanecer del nuevo milenio. Se unieron dos coros diferentes cantando a la par junto con Miryam Stockley, David Serame y Nicola Emmanuel, que fueron las voces principales. Se intentó hacer una versión de este tema con la colaboración especial de Nelson Mandela, que citaría las palabras de introducción, pero los numerosos compromisos de Mandela lo impidieron. «The Millennium Bell», el tema de casi ocho minutos, es un repaso a todas las canciones contenidas en el disco, a modo de reprise. 
La presentación del concierto fue en la Columna de la victoria de Berlín, a unos 300 metros de la Puerta de Brandeburgo para celebrar la llegada del nuevo milenio. Se calcula que cerca de un millón de personas estuvieron allí presentes. Oldfield quiso conmemorar aquella ocasión con la creación del tema «Berlín 2000», que sirvió para poner fin al concierto.

#### Tr3s lunasyTubular Bells 2003
Después del concierto de Berlín del The Millennium Bell, Oldfield se dedicó por completo a la creación de un juego de realidad virtual musical llamado, en un principio, Sonic Reality y que más tarde cambió su nombre por el de Music VR. Su lanzamiento fue fijado en un principio para septiembre de 2000, aunque se fue posponiendo hasta que salió acompañando al álbum Tr3s Lunas, lanzado el 3 de junio de 2002. Tr3s Lunas fue editado por WEA, pero no por la propia multinacional, como había sucedido desde Tubular Bells II, sino por la filial WEA Music Spain; este fue el primero de un contrato de tres discos más con esta filial de WEA. 
La discográfica lanzó una intensa campaña de marketing, con abundantes anuncios en las televisiones nacionales y en las radiofórmulas. En esta campaña se catalogaba la música contenida como chillout, pese al continuo rechazo de Oldfield hacia dicho calificativo. En una entrevista realizada con motivo del lanzamiento del Tubular Bells III llegó a decir: «si quisiera hacer música relajante, dejaría el disco vacío».[cita requerida]
La presentación del disco como del juego de realidad virtual se realizó en la Ciudad de las Artes y de las Ciencias de Valencia, e incluyó una fiesta chillout en L'Hemisfèric. Se vendieron más de 200 000 copias del disco solo en España, cifras similares en Alemania y otros países. Pese a la controversia del álbum, fue uno disco de notable éxito comercial.[cita requerida] Para este nuevo álbum, Oldfield apostó por una música mucho más etérea, sustentada en melodías suaves y en una instrumentación electrónica. No faltaron sus habituales guitarras y sus teclados vaporosos. El tema cantado del álbum se tituló «To Be Free» y fue interpretado por Jude Sim.
En 2003 publicó Tubular Bells 2003, regrabación de su exitoso Tubular Bells con la tecnología de entonces. Según Oldfield, en la grabación original había muchos errores que las versiones remasterizadas no consiguieron evitar. También se sustituyeron las voces de Vivian Stanshall por la del ex-Monty Python, John Cleese. Este disco fue un éxito relativo, vendiendo poco más de 50 000 copias en España. Después de esto, el músico se dedicó a la versión DVD de Tubular Bells 2003 con sonido Dolby Digital 5.1. Cuando se editó, el LP contuvo además las demos originales del Tubular Bells de 1971. Posteriormente, hubo noticias de que Oldfield pensaba regrabar Ommadawn en versión 5.1, pero en marzo de 2004 lanzó un nuevo videojuego de realidad virtual titulado, Maestro.

### Los años con Mercury

#### Light + Shade
En mayo de 2005, Mike Oldfield anunció que estaba en mitad de la grabación de un nuevo disco llamado, en un principio, «Quicksilver», título de trabajo del que fue Light + Shade. A pesar de tener aún que editar contractualmente un último álbum con Warner España, Oldfield dejó sin editar su tercer disco con ellos y firmó por Universal Music, discográfica que se hizo con todo el catálogo de Virgin Records en 2008.
Durante los siguientes meses se dio más información acerca del disco, aparte de ir apareciendo nuevas fotos del músico con motivo del lanzamiento de Light and Shade. Oldfield ofreció dos discos en lugar de uno; el primero, denominado Light que constaba de canciones relajantes con sonidos próximos al chillout; el segundo, denominado Shade, con canciones algo más oscuras y dance.
El doble disco se lanzó el 26 de septiembre en España, llegando al puesto 9 en las listas de éxitos estatales. La promoción fue muy decepcionante: un solo anuncio de 10 segundos, visto pocas veces por televisión, y una entrevista hecha en su casa repartida de forma comercial. Como sencillo, que no llegó a comercializarse, se lanzó «Surfing». En Inglaterra, la edición que se comercializó, aparte de llevar las ocho cortes por disco, trajo una canción extra por disco. Además, una semana después apareció otra canción por internet acercándose algo más al estilo folk de sus inicios.
En marzo de 2006, Virgin publicó una nueva recopilación de tres CD, The Platinum Collection, con los temas clásicos de Oldfield, destacado por ser la primera edición en formato digital de las versiones extendidas de algunos de sus éxitos de los años 80. Ese mismo año, y tras casi siete años de ausencia de los escenarios, Oldfield participó en la gira Night of the Proms por distintas ciudades alemanas, junto con artistas como OMD, John Miles, entre otros. En 2007 actuó en ciudades españolas como Madrid y Valencia como figura principal de la primera celebración de Night of the Proms en España.

#### Music of the Spheres
A fecha de 2007, Oldfield aún seguía con Universal Music, manifestando en numerosas entrevistas promocionales, que estaba trabajando para que su próxima obra fuera instrumental «a la antigua usanza», dividida por secciones y con instrumentos reales, en vez de samplers usados en sus últimas obras. El proyecto se llamó Music of the Spheres y fue una obra de corte clásico, con la colaboración de Karl Jenkins en el que el de Reading tocaba la guitarra española, la acústica y el piano. El disco fue grabado en los prestigiosos Abbey Road Studios de Londres.
En un principio el disco iba a ser publicado en noviembre de 2007, sin embargo asuntos personales retrasaron la fecha hasta enero de 2008, y luego hasta marzo del mismo año. La razón del nuevo retraso era poder promocionar debidamente el álbum, cosa que Oldfield no quiso hacer hasta que hubiera pasado algún tiempo desde el nacimiento de su nuevo hijo. Aún con la fecha de lanzamiento algo lejana, en septiembre de 2007 el disco ya estaba disponible en diversas redes de intercambio. A su vez, en 2007, Virgin Books publicó Changeling: The Autobiography, la autobiografía oficial escrita por el propio Oldfield.
Finalmente, en marzo de 2008, Oldfield estrenó Music of the Spheres en el atrio del Museo Guggenheim de Bilbao. Este concierto, en el que tocó junto a la Orquesta Sinfónica de Euskadi y la Sociedad Coral de Bilbao, sirvió como estreno mundial de su último disco, Music of the Spheres. El concierto, cerrado al público, se grabó y estuvo disponible en internet, a partir de la siguiente semana a su presentación, a través de iTunes. Junto a la guitarra de Oldfield, tocaron en el atrio 112 músicos y un coro formado solo por mujeres.
El álbum, al igual que otros trabajos puramente instrumentales como Tubular Bells, Hergest Ridge u Ommadawn, estuvo formado por dos partes de más de 20 minutos de duración cada una. Fue escrito para que lo interpretara una orquesta sinfónica junto a un piano de cola, un coro, una soprano y una guitarra clásica tocada por el propio Oldfield. La obra se circunscribió al romanticismo musical, muy en la línea de trabajos anteriores como Hergest Ridge o Incantations.[cita requerida] En este trabajo abundaron los clásicos sonidos oldfianos: melodías minimalistas, cambios de texturas armónicas y tono melódico. Es una obra armoniosa y muy agradable al oído, con un tono ancestral muy apreciable. Fue nominado en 2009 como mejor álbum de música clásica en los Classic BRIT Awards. Alcanzó la posición #7 en las listas de música en España y disco de oro, con 50000 copias vendidas. 

#### Reediciones y Olimpiadas 2012
En abril de 2008, se retiró temporalmente de la música. Su dedicación fue dedicarse a su familia. En 2010, Mercury Records, bajo el sello de Universal, comenzó a reeditar y a remezclar sus grandes discos de la década de los setenta, incorporando en las reediciones material inédito y conciertos de los años 80, de gran interés para sus aficionados.
Además, colaboró con varios artistas y en varios discos tales como Amazon Tribe, un disco con la banda sonora de un programa de televisión conducido por Bruce Parry. También colaboró con el grupo de música electrónica York en un tema para su disco Islanders y con su hermano Terry Oldfield en su disco Journey Into Space donde participó en tres temas.
Sin embargo, Oldfield no volvió a la productividad propiamente dicha hasta la ceremonia de apertura de los Juegos Olímpicos de Londres 2012, evento para el cual, colaboró con Danny Boyle creando una nueva versión de 12 minutos de su archiconocido Tubular Bells con el añadido final de «In Dulci Jubilo» y un solo de piano. Lo presentó en el evento televisado para millones de espectadores. Gracias a ello, se editaron nuevas compilaciones de Oldfield llamadas Two Sides: The Very Best Of Mike Oldfield, Classic Album Selection (Six Albums 1973-1980) y Music From The Opening Ceremony. Durante la ceremonia, se anunció que el álbum Tubular Bells alcanzaba ese año la cifra oficial de 29 millones de copias vendidas en todo el mundo, situándose en el puesto número 6 de las listas británicas.

### El retorno a Virgin/EMI y retirada de la música

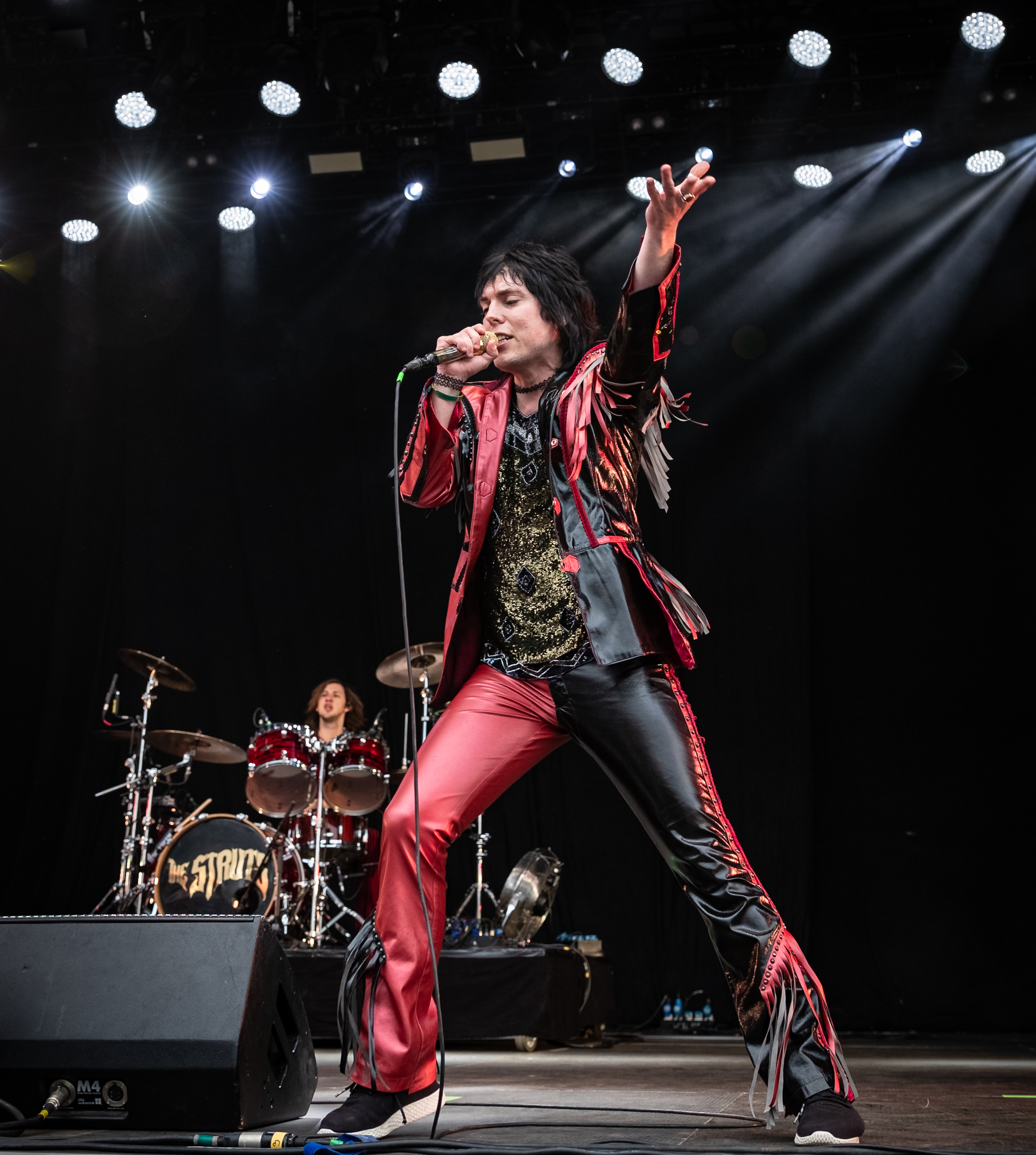
Luke Spiller, cantante de la banda The Struts (en la imagen durante un concierto de 2019) fue el elegido por Oldfield para que interpretase la parte vocal de su álbum Man On The Rocks.

#### Man on the Rocks
Tras su colaboración en la inauguración de las Olimpiadas 2012, Oldfield volvió a fichar por su discográfica de toda la vida: Virgin Records, que había sido absorbida en 1992 por EMI. El artista volvió a conceder entrevistas y habló de un nuevo disco que se publicó en marzo de 2014. El disco fue básicamente de estilo rock mezclado con algunos otros subgéneros musicales. Para la grabación de este álbum, titulado Man On The Rocks, volvió a contratar a su asistente personal, Caroline Monk, con la que ya trabajó a finales de los 90. Las canciones que lo formaron fueron eminentemente roqueras, en las que el músico aportó sus ya legendarias guitarras eléctricas. Todos los temas están interpretados por Luke Spiller, cantante de la banda inglesa The Struts. Los temas son una mezcla de música rock, música pop y algunos hasta contienen sonoridades cercanas al folk y a la música electrónica.[cita requerida] Además, se incluyó una versión personal del tema religioso «I Give Myself Away» del músico William McDowell. En la edición deluxe, Oldfield incluyó las versiones instrumentales de todos los temas y demos interpretadas por él mismo.

#### Return to Ommadawn
A finales de 2015, Oldfield comenzó a publicitar por sus redes sociales un nuevo álbum instrumental similar a sus trabajos más legendarios. Este disco estuvo basado en una obra anterior muy apreciada por sus seguidores: Ommadawn y se tituló Return to Ommadawn. Compuesto con sus habituales guitarras, teclados y percusión, el álbum contó con dos partes largas de corte folk. Tras superar algunas dificultades técnicas debidas al paso de Huracán Matthew por las Islas Bahamas, el disco salió a la venta el 20 de enero de 2017. En general, el disco tuvo muy buena acogida, tanto de crítica como de público. Se valoró enormemente su tono folk y la manera artesanal de concebirlo. Con 42 minutos de duración el álbum incluyó un buen puñado de melodías sustentadas en una variedad considerable de guitarras y de percusiones. El tono del disco guarda un enorme parecido con su predecesor: hay continuos cambios de ritmo y con un final que fue una variación de su clásico tema «On Horseback» en forma de rondó celta.[cita requerida] Asimismo, las ventas del disco fueron positivas. Return To Ommadawn llegó al cuarto puesto en Reino Unido y al tercer puesto en Alemania. En España fue número 1 y certificado como disco de oro.

#### El proyecto inacabado deTubular Bells IV
Durante la promoción de Return to Ommadawn, Oldfield declaró a varios medios y a través de sus redes sociales que estaba trabajando en una cuarta entrega de Tubular Bells. Sugirió también que se trataría de un álbum innovador, que permitiría a los oyentes crear sus propias mezclas con una aplicación VR que estaba diseñando. Sin embargo, no hubo más noticias del proyecto, ni del propio Mike, durante los años siguientes. En verano de 2021, comenzó en el Reino Unido una gira de conciertos conmemorativos por el 50 aniversario de Tubular Bells: este evento, dirigido por Robin Smith (colaborador de Oldfield desde Tubular Bells II), combinaba música y danza sobre una adaptación del disco de Oldfield compuesta por el propio Smith y la actuación de Circa Contemporary Circus. La gira se extenderá hasta 2023, coincidiendo con el aniversario tubular. En noviembre de 2022, se interpretó en directo una versión orquestral de Tubular Bells a cargo de la Royal Philharmonic Concert Orchestra, que se editó en formato físico y en streaming a finales de este año.
En marzo de 2023, Universal Music confirmó que Oldfield se había retirado de la composición musical en 2018, tras haber grabado una demo de 8 minutos de introducción para un Tubular Bells IV que finalmente no vería la luz. Esta demo, "posiblemente lo último que grabe Oldfield en su carrera", fue publicada en línea en mayo a través de plataformas de streaming y el canal oficial de YouTube de Oldfield, y se publicó en formato físico en una edición conmemorativa por el 50 aniversario de Tubular Bells junto con abundante merchandising. Esta edición se sumó a la publicación previa (con motivo de las celebraciones del Record Store Day británico) del vinilo Opus One en abril de 2023, que contiene las demos originales de Tubular Bells de 1971 (y que ya habían sido publicadas previamente en el DVD de Tubular Bells 2003 y la reedición de 2009).

## Discografía
| Con The Sallyangie - 1968 – Children of the Sun Álbumes de estudio - 1973 – Tubular Bells - 1974 – Hergest Ridge - 1975 – Ommadawn - 1978 – Incantations - 1979 – Platinum - 1980 – QE2 - 1982 – Five Miles Out - 1983 – Crises - 1984 – Discovery - 1987 – Islands - 1989 – Earth Moving - 1990 – Amarok - 1991 – Heaven's Open - 1992 – Tubular Bells II - 1994 – The Songs of Distant Earth - 1996 – Voyager - 1998 – Tubular Bells III - 1999 – Guitars - 1999 – The Millennium Bell - 2002 – Tr3s Lunas - 2003 – Tubular Bells 2003 - 2005 – Light + Shade - 2008 – Music of the Spheres - 2014 – Man on the Rocks - 2017 – Return to Ommadawn | Álbumes en directo y otros - 1975 – The Orchestral Tubular Bells - 1979 – Exposed Álbumes recopilatorios - 1976 – Boxed - 1981 – Music Wonderland - 1985 – The Complete Mike Oldfield - 1997 – The Essential Mike Oldfield XXV - 2006 – The Platinum Collection - 2012 – Two sides - The very best of Mike Oldfield Álbumes de remezclas - 2013 – Tubular Beats (Remixes) Bandas sonoras - 1984 – The Killing Fields |

## Reconocimientos
Premios Grammy
| Año  | Trabajo                                | Galardón                       | Resultado |
| 1975 | «Tubular Bells» (tema de El exorcista) | Mejor composición instrumental | Ganador   |
| 1998 | Voyager                                | Mejor álbum de New Age         | Nominado  |

Premios Ivor Novello
| Año  | Trabajo            | Galardón                      | Resultado |
| 1984 | «Moonlight Shadow» | Obra musical más interpretada | Nominado  |

Premios NME
| Año  | Nominación              | Galardón                  | Resultado |
| 1975 | Mike Oldfield (persona) | Mejor multiinstrumentista | Ganador   |
| 1976 | Mike Oldfield (persona) | Mejor multiinstrumentista | Ganador   |
| 1977 | Mike Oldfield (persona) | Mejor multiinstrumentista | Ganador   |

El asteroide (5656) Oldfield lleva este nombre en su honor.